# 152
سنة 152 م (بالأرقام الرومانية: CLII) كانت سنة كبيسة تبدأ يوم الجمعة (الرابط يظهر نموذج الجدول الزمني الكامل للسنة) من التقويم اليولياني. بدأت تسمية السنة ب152 منذ العصور الوسطى المبكرة، عندما أصبح تقويم أنو دوميني هو الأسلوب السائد في أوروبا لتسمية السنوات.

## أحداث

### الأمبراطورية الرومانية
- تحدث انتفاضات طفيفة في موريتانيا ضد الحكم الروماني.
- حملات الجيش الروماني المنتظمة تنتهي في موريتانيا.

### آسيا
- ضعف الهيمنة الصينية في حوض تاريم.

## مواليد
- باو شين، وهو جنرال من سلالة هان.
- وانغ لانغ، سياسي من سلالة هان خلال الممالك الثلاث.

## وفيات
- الإمبراطورة الأرملة يان مينغ.